# Волості Республіки Китай
Волості Республіки Китай  — адміністративні одиниці III рівня, поруч з містами повітового підпорядкування. Підпорядковані повітам, бувають трьох типів:
1. Міські волості (кит.: 鎮; піньїнь: zhèn; певедзі: tìn)
2. Сільські волості (кит.: 鄉; піньїнь: xiāng; певедзі: hiong).
3. Гірські аборигенні волості  (кит.: 山地鄉; піньїнь: shāndì xiāng; певедзі: suaⁿ-tē hiong).

## Історія
Система збереглася з часів японського володарювання, але тоді волості мали інші назви:
1. Містечка (яп. 街, gai)
2. Села (яп. 庄, jō)
3. Аборигенні зони (яп. 蕃地, banchi: huan-tē)

## Статистика волостей
| Повіти    | Поділ | Поділ   | Тип    | Тип      | Тип                |         | Повіти | Поділ   | Поділ  | Тип      | Тип                | Тип |
| Повіти    | Міста | Волості | Міські | Сільські | Гірські аборигенні | Міста   | Повіти | Волості | Міські | Сільські | Гірські аборигенні |     |
| --------- | ----- | ------- | ------ | -------- | ------------------ | ------- | ------ | ------- | ------ | -------- | ------------------ | --- |
| Чжанхуа   | 2     | 24      | 6      | 18       | 0                  | Наньтоу | 1      | 12      | 4      | 6        | 2                  |     |
| Цзяї      | 2     | 16      | 2      | 13       | 1                  | Пенху   | 1      | 5       | 0      | 5        | 0                  |     |
| Синьчжу   | 1     | 25      | 3      | 20       | 2                  | Піндун  | 1      | 32      | 3      | 21       | 8                  |     |
| Хуалянь   | 1     | 12      | 2      | 7        | 3                  | Тайдун  | 1      | 15      | 2      | 8        | 5                  |     |
| Цзіньмень | 0     | 6       | 3      | 3        | 0                  | Їлань   | 1      | 11      | 3      | 6        | 2                  |     |
| Ляньцзян  | 0     | 4       | 0      | 4        | 0                  | Юньлінь | 1      | 19      | 5      | 14       | 0                  |     |
| Мяолі     | 2     | 17      | 5      | 10       | 1                  | Всього  | 12     | 186     | 40     | 122      | 24                 |     |